# فيرونيكا هيرست
فيرونيكا هيرست (بالإنجليزية: Veronica Hurst)‏ هي ممثلة بريطانية، ولدت في 11 نوفمبر 1931 في مالطا.

## أعمال

### أفلام
- (1953) المتاهة

## وصلات خارجية
- فيرونيكا هيرست على موقع IMDb (الإنجليزية)
- فيرونيكا هيرست على موقع قاعدة بيانات الفيلم (الإنجليزية)